# Nazionale femminile di calcio della Guinea
La nazionale di calcio femminile della Guinea è la rappresentativa calcistica femminile internazionale della Guinea, gestita dalla locale federazione calcistica (FGF).
In base alla classifica emessa dalla FIFA il 15 marzo 2024, la nazionale femminile occupa il 142º posto del FIFA/Coca-Cola Women's World Ranking.
Come membro della Confédération Africaine de Football (CAF), partecipa a vari tornei di calcio internazionali, come al Campionato mondiale FIFA, alla Coppa delle nazioni africane femminile, ai Giochi olimpici estivi e ai tornei a invito. Oltre alla CAF, come le altre nazionali di calcio che rappresentano la Guinea negli incontri internazionali, è membro della West Africa Football Union (WAFU), che raggruppa le federazioni dell'Africa occidentale.
Il miglior risultato sportivo ottenuto dalla Guinea è rappresentato dalle semifinali nell'edizione 1991 del campionato africano.

## Storia
La nazionale guineana prese parte nel 1991 alla prima edizione del campionato africano femminile. Dopo aver beneficiato del ritiro del Senegal nei quarti di finale, in semifinale affrontò la Nigeria, venendo sconfitta sia all'andata che al ritorno. Nelle annate successive la Guinea non riuscì a partecipare nuovamente alla fase finale del campionato africano, diventato Coppa delle nazioni africane nel 2016. Infatti, alternò mancate partecipazioni a mancate qualificazioni, tra le quali nette sconfitte contro il Ghana nelle qualificazioni all'edizioni 1998 e 2004. Nel 1998 il Ghana vinse 11-0 e 9-0 le due partite valide per il turno di qualificazione, mentre nel 2004 la Guinea venne sconfitta per 13-0 e 9-0.

## Partecipazione ai tornei internazionali
Legenda: Grassetto: Risultato migliore, Corsivo: Mancate partecipazioni